# Lilla Trutören
Lilla Trutören är en ö i Finland. Den ligger i Norra kvarken och i kommunen Korsholm i landskapet Österbotten, i den västra delen av landet. Ön ligger omkring 25 kilometer norr om Vasa och omkring 390 kilometer norr om Helsingfors.
Öns area är 2,5 hektar och dess största längd är 240 meter i nord-sydlig riktning.